# Évian-les-Bains
Evian-les-Bains – miejscowość i gmina we Francji, stolica kantonu Évian-les-Bains w regionie Owernia-Rodan-Alpy, w departamencie Górna Sabaudia. Miejscowość Évian-les-Bains jest położona na brzegu Jeziora Genewskiego.
Według danych na rok 1990 gminę zamieszkiwało 6895 osób, a gęstość zaludnienia wynosiła 1607 osób/km² (wśród 2880 gmin regionu Rodan-Alpy Evian-les-Bains plasuje się na 118. miejscu pod względem liczby ludności, natomiast pod względem powierzchni na miejscu 1570.).
Miejscowość znana jest w świecie przede wszystkim dzięki słynnej akratopedze „Evian”, wydobywanej przez Société Anonyme des Eaux minérales d’Évian (od 1970 r. w grupie Danone) i rozwijanemu od początku XIX wieku wodolecznictwu.

## Galeria

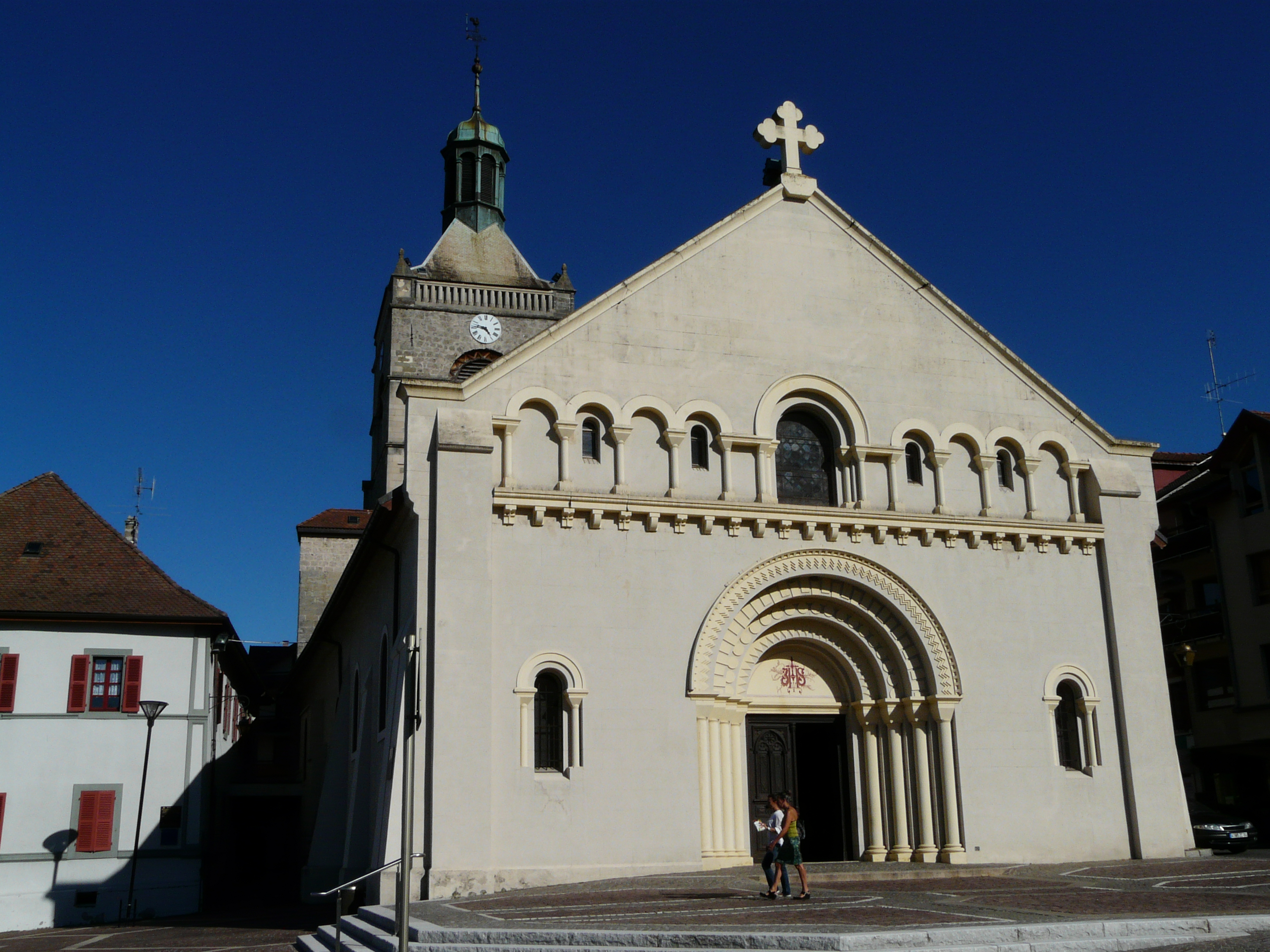
Kościół Matki Bożej (2011)
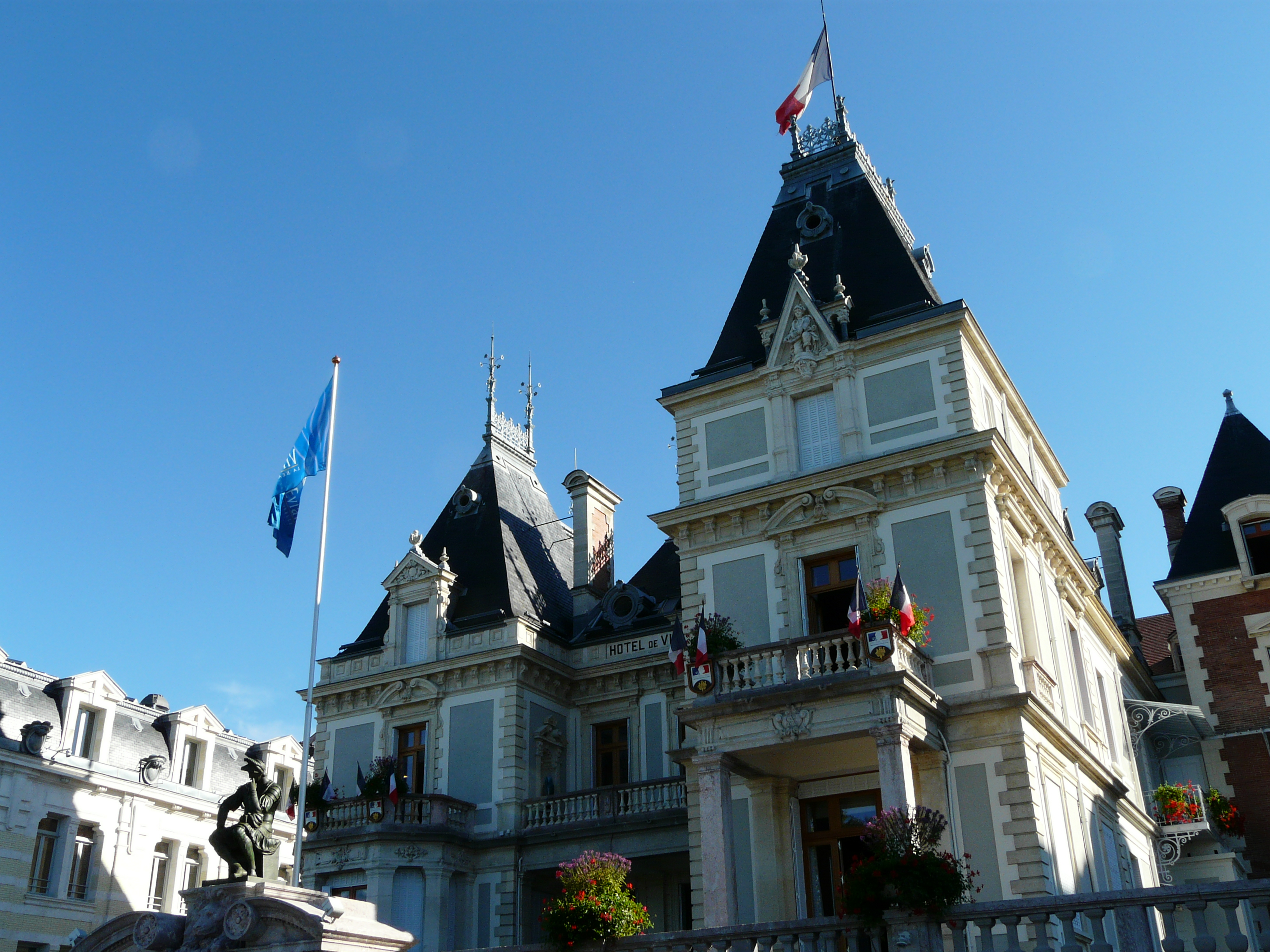
Ratusz (2011)
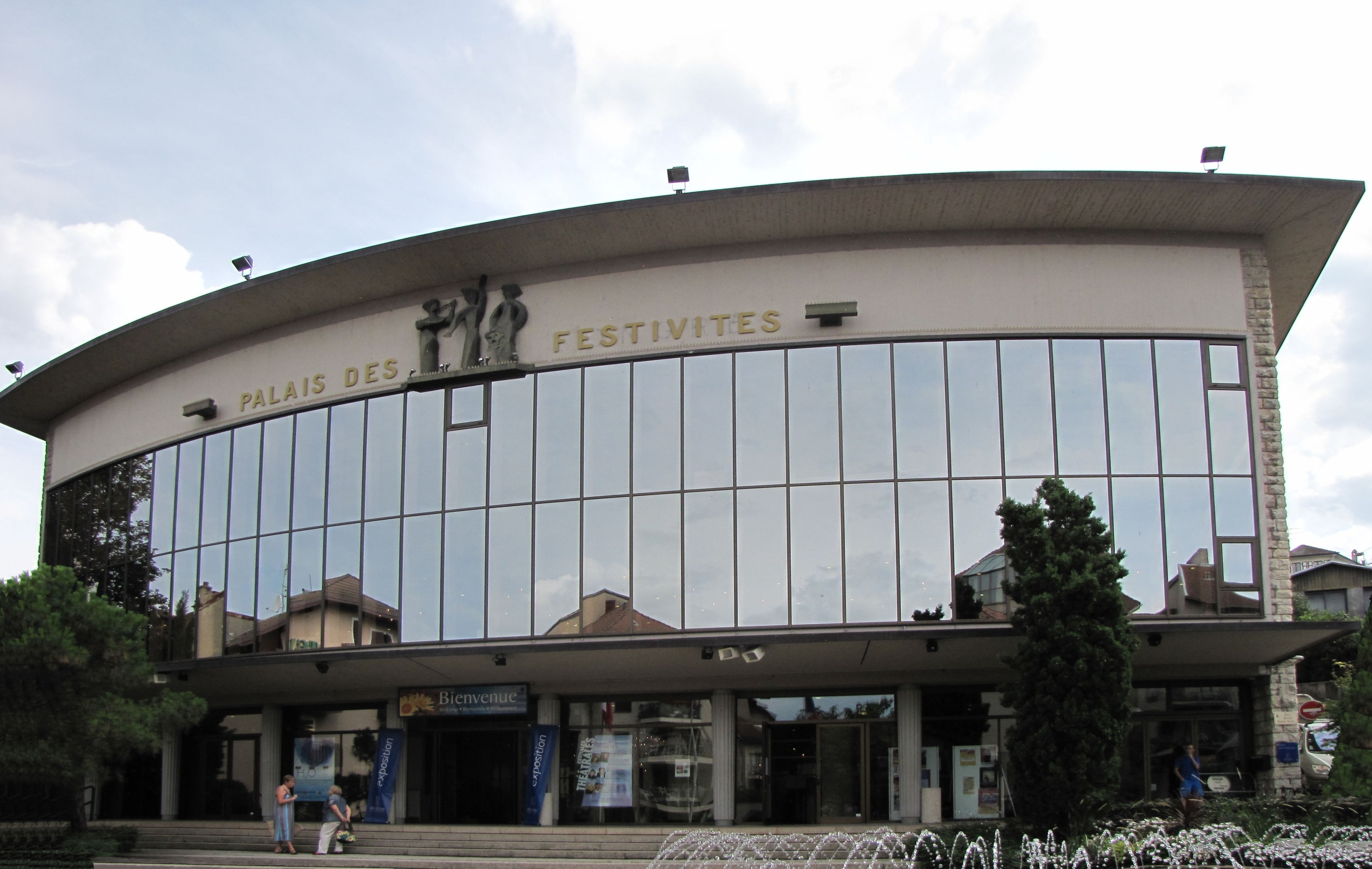
Centrum Kultury (2010)

## Populacja

Populacja Evian-les-Bains w latach 1962–2008

## Współpraca
- Neckargemünd, Niemcy
- Benicàssim, Hiszpania
- Irkuck, Rosja
- Izumo, Japonia